# Surajaya
Surajaya is een bestuurslaag in het regentschap Pemalang van de provincie Midden-Java, Indonesië. Surajaya telt 7487 inwoners (volkstelling 2010).